# Drum național 12
Der Drum național 12 (rumänisch für „Nationalstraße 12“, kurz DN12) ist eine Hauptstraße in Rumänien. Die Straße bildet zugleich einen Teilabschnitt der Europastraße 578.

## Verlauf
Die Straße führt in nördlicher Richtung parallel zum Fluss Olt von Chichiș, wo sie vom Drum național 11 (Europastraße 574) abzweigt, über die Kreishauptstadt Sfântu Gheorghe, wo der Drum național 13E nach Osten abzweigt, und Băile Tușnad, wo nördlich bei dem Dorf Cozmeni der Drum național 11B auf sie trifft, in die Kreishauptstadt Miercurea-Ciuc (Szeklerburg), wo der Drum național 12A nach Osten und der Drum național 13A nach Westen abzweigt. Von dort aus verläuft die Straße in nördlicher Richtung weiter über Sândominic und dann nach Nordwesten nach Gheorgheni. Dort gehen der Drum național 13B nach Westen und der Drum național 12C nach Osten ab. Die Straße verläuft weiter in nordwestlicher Richtung nach Toplița, wo sie auf den Drum național 15 trifft und an diesem endet.
Die Länge der Straße beträgt rund 170 Kilometer.